# Uroteuthis duvauceli
Uroteuthis duvauceli är en bläckfiskart som först beskrevs av D'Orbigny 1835 in Férussac.  Uroteuthis duvauceli ingår i släktet Uroteuthis och familjen kalmarer. Inga underarter finns listade i Catalogue of Life.